# Vânia Fernandes
Pour les articles homonymes, voir Fernandes.
Vânia Fernandes est une artiste portugaise, née à Funchal au Portugal en 1985. 
Elle a représenté le Portugal à l'Eurovision 2008 à Belgrade, avec la chanson Senhora do mar.
Elle termine 13e lors de la finale du 24 mai 2008, bien qu'ayant atteint la 2e place lors de la seconde demi-finale.